# فرح‌السلطنه
فرح‌السلطنه یکی از دختران ناصرالدین شاه است که در سال ۱۲۹۹ متولد شد. مادرش فرح‌الدوله (مرجان خانم ترکمانیه) از زنان سوگلی و مورد علاقه شاه بود. از وی یک پسر به نام احمد عضدالسلطنه بافی ماند. او به طور ناگهانی درگذشت و در حرم عبدالعظیم به خاک سپرده شده است. 